# Matějův dům
Matějův dům (slovensky Matejov dom) na náměstí Štefana Moyzesa č. 20 je pozdně gotická obytná budova, tradičně nazývaná palác, v areálu tzv. městského hradu v Banské Bystrici na Slovensku.

## Historie
Matějův dům byl postaven v roce 1479 na příkaz krále Matyáše Korvína – podle tradice pro jeho manželku Beatrici. Jedná se o pětipodlažní kamennou budovu čtvercového tvaru krytou vysokou sedlovou střechou. Na tříosém jižním průčelí je nad centrálně umístěným vstupním portálem kamenný balkon podepřený dvěma krakorci. Nad ním jsou mezi řadami oken se zachovanými kamennými rámy umístěny erby Matyáše Korvína a Beatrice s datací 1479 (dnes repliky z období restaurování budovy v letech 1907–1909). Podle archivních záznamů z roku 1560 byly nad erbovní kartuší ještě sluneční hodiny. Budova stavebně navazuje na nejmohutnější věž středověkého opevnění města, Hornickou věž (Baníckou baštu), postavenou o něco dříve. Dodnes se na bočním průčelí mezi třetím a čtvrtým patrem nachází branka, kterou měli obránci města přístup na korunu obranné zdi mezi Baníckou a Farskou věží (slovensky Farská bašta).
Matyáš Korvín, který Banskou Bystrici během své více než třicetileté vlády mnohokrát navštívil, v této budově pravděpodobně nikdy nepobýval, a ani jeho manželka Beatrix. Nejpravděpodobnějším místem, kde král ve městě bydlel, mohl být takzvaný (německý) Unterhaus – velký obytný dům na Tržním náměstí, na jehož místě dnes stojí sídlo Slovenských státních lesů (dnes Námestie SNP č. 8). Samotný Matyášův dům sloužil jako zbrojnice (podle inventáře z roku 1536 se v něm nacházela mimo jiné jedna půlhákovnice, dvě dvojhákovnice, třináct starých hákovnic a dva kanóny zvané sokolníky), strážní věž nebo dokonce sýpka (v roce 1566 v ní byl malý ruční mlýn). Když byla v 16.–17. století v Hornické baště umístěna děla na ochranu městského hradu od severu, byl v budově sklad střelného prachu (zmiňován již ve čtyřicátých letech 16. století). Později v ní sídlil královský správce důlního revíru.
Po roce 1761, kdy velkou část města zničil rozsáhlý požár, byla většina starého opevnění zničena. Podobně se postupem času ocitl ve velmi špatném stavu i Matějův dům. Když v roce 1798 muselo místní katolické gymnázium opustit své dosavadní prostory za katedrálním kostelem, byly mu nabídnuty prostory v Matějově domě. Odpověď tehdejšího ředitele gymnázia zněla, že tato „opuštěná věž (...) bude vhodným útočištěm nikoli pro školu, ale pro sovy“. V roce 1847 město opět plánovalo (rovněž neúspěšně) umístit do budovy školu, tentokrát lidovou. V osmdesátých letech 19. století se v Banské Bystrici objevila myšlenka na zřízení muzea. V letech 1907–1909 prošla budova rozsáhlou rekonstrukcí, po níž byla v jejích interiérech otevřena první expozice banskobystrického městského muzea. Když byla expozice v padesátých letech 20. století přemístěna do tzv. Thurzovského domu, stala se budova na několik desetiletí muzejním skladištěm. Rozsáhlá rekonstrukce Thurzova domu a Hornické bašty, která proběhla v letech 2006–2009, umožnila návrat sbírek na původní místo. Díky této expozici, věnované historii města a slavnostně otevřené 15. října 2009, získalo současné Středoslovenské muzeum prestižní ocenění Muzeum roku 2009.